# Liste der Stolpersteine in Roßwein
Die Liste der Stolpersteine in Roßwein enthält sämtliche Stolpersteine, die im Rahmen des gleichnamigen Kunst-Projektes von Gunter Demnig in Roßwein im Landkreis Mittelsachsen verlegt wurden.

## Hintergrund
Mit diesen Gedenksteinen soll Opfern des Nationalsozialismus gedacht werden, die in Roßwein lebten und wirkten. Zwölf Stolpersteine wurden im November 2015 an vier Adressen eingesetzt.
Die Initiative, Recherche und Koordination liegt maßgeblich in den Händen ehrenamtlich tätiger Mitglieder der AG Geschichte des Treibhaus e. V. Döbeln im Rahmen einer geförderten Projektarbeit. Jährlich werden Mahnwachen und ein Stolpersteinradeln organisiert sowie Informationsmaterialien publiziert. Seit 2015 engagiert sich der Treibhaus e. V. auch für die Verlegung von Stolpersteinen im gesamten Altlandkreis Döbeln, d. h. nicht nur in Döbeln, sondern auch in Hartha, Leisnig, Roßwein und Waldheim.

## Liste der Stolpersteine in Roßwein
Zusammengefasste Adressen zeigen an, dass mehrere Stolpersteine an einem Ort verlegt wurden. Die Tabelle ist teilweise sortierbar; die Grundsortierung erfolgt alphabetisch nach der Adresse. Die Spalte Person, Inschrift wird nach dem Namen der Person alphabetisch sortiert.
| Bild | Adresse                    | Verlegedatum  | Person, Inschrift | Kurzvita / Anmerkungen |
| ---- | -------------------------- | ------------- | --- | ---------------------- |
|      | Dresdener Straße 17 (Lage) | 12. Nov. 2015 | Hier wohnte Arthur Sachs Jg. 1893 deportiert 1943 Auschwitz ermordet 22.22.1943                                                              |                        |
|      | Dresdener Straße 17 (Lage) | 12. Nov. 2015 | Hier wohnte Elsa Sachs Jg. 1891 deportiert 1943 ermordet in Auschwitz                                                                        |                        |
|      | Goldbornstraße 22 (Lage)   | 12. Nov. 2015 | Hier wohnte Josef Lazar Bibring Jg. 1901 Flucht Polen Schicksal unbekannt                                                                    |                        |
|      | Goldbornstraße 22 (Lage)   | 12. Nov. 2015 | Hier wohnte Fanny Bibring geb. Volkmann Jg. 1904 Flucht Polen Schicksal unbekannt                                                            |                        |
|      | Goldbornstraße 22 (Lage)   | 12. Nov. 2015 | Hier wohnte Natalie Nelly Bibring Jg. 1929 Flucht Polen Schicksal unbekannt                                                                  |                        |
|      | Mühlstraße 18 (Lage)       | 12. Nov. 2015 | Hier wohnte Alfons Goldmann Jg. 1869 deportiert 1943 ermordet in Theresienstadt                                                              |                        |
|      | Mühlstraße 18 (Lage)       | 12. Nov. 2015 | Hier wohnte Magdalena Goldmann geb. Griessbach mit Hilfe überlebt                                                                            |                        |
|      | Mühlstraße 18 (Lage)       | 12. Nov. 2015 | Hier wohnte Dorothea Goldmann Jg. 1900 verhaftet 1943 Gefängnis Friedeberg Ravensbrück ermordet 19.12.1944                                   |                        |
|      | Mühlstraße 18 (Lage)       | 12. Nov. 2015 | Hier wohnte Rudolf Goldmann Jg. 1905 ‘Schutzhaft‘ 1933 Hainichen, Sachsenburg schwer misshandelt entlassen Sept. 1933 Flucht 1939 Australien |                        |
|      | Nossener Straße 11 (Lage)  | 12. Nov. 2015 | Hier wohnte Alfred Strauss Jg. 1872 Schicksal unbekannt                                                                                      |                        |
|      | Nossener Straße 11 (Lage)  | 12. Nov. 2015 | Hier wohnte Sophie Strauss geb. Kahn Jg. 1876 deportiert 1942 Belzyce ermordet in Majdanek                                                   |                        |
|      | Nossener Straße 11 (Lage)  | 12. Nov. 2015 | Hier wohnte Thea Straus Jg. 1911 deportiert 1942 Belzyce 1942 Majdanek ermordet                                                              |                        |